# Steniging van Ghofrane Haddaoui
De steniging van Ghofrane Haddaoui op 17 oktober 2004 in Marseille was het eerste bekende geval van steniging met de dood tot gevolg in de Europese Unie.
Het slachtoffer, de 23-jarige Tunesisch-Franse verkoopster Ghofrane Haddaoui, werd om het leven gebracht door een 17-jarige Tunesiër en een 16-jarige handlanger. Beide daders kregen 23 jaar cel.